# 일본 대 폴란드 (2018년 FIFA 월드컵)
2018년의 〈일본 대 폴란드〉는 2018년 6월 28일, 러시아 볼고그라드의 볼고그라드 아레나에서 열린 2018년 FIFA 월드컵의 H조 3차전 경기였다.
일본은 후반전에 폴란드에게 선제골을 허용해 0 – 1로 패배하고도, 콜롬비아가 세네갈을 상대로 1 – 0으로 승리하여, 페어플레이 점수 룰에 따라 16강에 진출했지만, 후반에 폴란드와 함께 벌인 볼 돌리기 때문에 많은 관객들에게 야유를 받았다. 이 경기는 일명 볼고그라드의 수치(일본어: ボルゴグラードの恥 보루고구라도노하지[*]) 또는 볼고그라드의 촌탁(일본어: ボルゴグラードの忖度 보루고구라도노손타쿠[*])이라고도 불린다.
1982년 FIFA 월드컵에서 일어난 히혼의 수치 사건으로 인하여 조별 리그의 마지막 경기는 동시에 진행되도록 바뀌었음에도 불구하고, 이 경기로 인하여 수치 플레이를 완전히 막지는 못한다는 단점이 드러나게 되었다. 경기가 끝난 후 세네갈 축구협회는 FIFA에 “페어 플레이 룰에 대한 재고와 일본에 대한 징계를 촉구한다.”고 항의 서한을 보냈으나 FIFA는 “페어 플레이 룰에 대한 재고를 할 생각이 없다.”며 사실상 세네갈의 항의를 기각했다.

## 경기 전 상황
일본은 대한민국과 오랫동안 라이벌 관계를 형성하고 있었기에 대한민국 축구팬들이 일본과의 월드컵 성적을 비교하듯이 일본 축구팬들도 마찬가지로 대한민국과의 월드컵 성적을 비교한다. 대회 때마다 잊을 만하면 일본 축구 감독들이 "월드컵 4강 진출이 우리의 목표다."는 말을 하는 것 역시 라이벌인 대한민국이 먼저 4강 진출을 달성했기에 그에 대한 열등감과 부러움, 질투가 뒤섞였기 때문이다. 그런데 이번 대회에서 일본은 1차전에서 콜롬비아를 2 – 1로 꺾고 2차전에서 세네갈과 2 – 2로 비기며 1승 1무의 성적을 거둔데 비해 대한민국은 1차전에서 스웨덴에 0 – 1로 패배하였고 2차전에서 멕시코에 1 – 2로 패배하며 2패를 기록하고 있었다. 그러자 일본 언론은 "2경기에서 47개의 반칙을 범한 대한민국은 3경기를 치른 모로코(62개), 크로아티아(55개), 러시아(51개) 다음으로 워스트 4에 속해 있다"라며 "이 추세라면 모로코를 제치고 조별 리그에서 가장 많은 반칙을 기록할 수 있다"며 말 그대로 대한민국을 실력도 없으면서 반칙만 거칠게 하는 팀으로 비하했다.
그러나 예상을 깨고 대한민국이 독일을 2 – 0으로 잡아내자, 적잖이 당황한 기색을 보임과 동시에 16강에 진출해도 빛이 바래는 게 아닐까 걱정하는 반응을 보이고 있다고 한다. 일본 주전 공격수 가가와 신지는 "대한민국의 경기에 큰 자극을 받았다."는 반응을 보였다. 일본은 3차전에서 최소한 폴란드를 상대로 무승부 이상을 기록해야 16강에 진출할 수 있기에 대한민국이 독일을 이긴 것을 본받아 다음 날 경기가 열리는 일본도 폴란드와의 경기에서 필승을 다짐하는 듯 보였다.

## 경기

### 전반전
폴란드는 이미 이 경기를 하기 전에 2패(세네갈과의 1차전에서는 1 – 2로 패배, 콜롬비아와의 2차전에서는 0 – 3으로 패배했음)를 기록해 탈락이 확정된 상황이었고 일본은 16강에 올라가기 위해선 최소 무승부라도 기록해야 했다. 만약 패배할 경우엔 반드시 콜롬비아와 세네갈이 비기지 않아야 16강에 진출할 수 있었다. 경기가 시작되자 초반 10분 동안 양팀은 탐색전을 펼치며 조심스러운 경기 양상을 보였다. 피차 이렇다 할 기회를 잡지 못한 채 다소 지지부진한 모습을 보였다. 전반 12분, 일본의 레프트백 나가토모 유토가 폴란드 진영의 페널티 에어리어 외곽 지역에서 날카로운 크로스를 올렸고 공격수 오카자키 신지가 헤더로 연결했으나 골문 밖으로 벗어나고 말았다. 전반 13분, 폴란드 진영으로 쇄도해 들어가던 일본의 무토 요시노리가 멋진 중거리슛을 날렸으나 폴란드 골키퍼의 선방에 막혔다. 하지만 볼이 멀리 가지 않았고 레프트백 나가토모 유토가 받아서 볼을 떨구는데는 성공했으나 폴란드 수비수가 먼저 걷어내 무위로 돌아갔다. 전반 15분, 다시 무토 요시노리가 폴란드 진영으로 쇄도해 들어가 중앙의 우사미 다카시에게 패스를 넣었고 우사미 다카시는 다시 우측의 사카이 고토쿠에게 패스를 넣었다. 사카이 고토쿠가 중거리슛을 날렸으나 폴란드 골키퍼 우카시 파비안스키의 선방에 막혔다.
한동안 일본의 공격을 막아내기 급급했던 폴란드가 전반 19분, 간만에 역습에 나섰고 일본 진영 우측에서 카밀 그로시츠키가 띄운 얼리 크로스를 라파우 쿠자바가 받으려 했으나 일본의 라이트백 사카이 히로키가 헤더로 걷어냈다. 뒤이은 코너킥 찬스에서 카밀 글리크가 헤더슛을 날렸으나 일본의 가와시마 에이지 골키퍼가 볼을 캐치하였다. 이 때 폴란드 선수들은 가와시마가 볼을 잡을 때 볼이 라인 밖으로 나갔다고 항의했으나 재니 시카즈웨 주심은 받아들이지 않았다. 전반 32분, 하프라인 부근에서 그제고시 크리호비아크의 패스를 받은 라파우 쿠자바가 일본 진영으로 쇄도해 들어갔으나 일본의 우사미 다카시가 백태클로 볼을 걷어냈다. 그러나 볼은 다시 우측에 있던 아르투르 옝제이치크의 발 앞으로 굴러갔고 옝제이치크는 크로스를 올렸다. 그리고 그 크로스를 카밀 그로시츠키가 헤더로 연결했으나 가와시마 에이지 골키퍼가 가까스로 쳐냈다. 이 때 폴란드 선수들은 공이 골 라인을 통과한 이후에 골키퍼가 선방했다고 항의했으나 골 라인 판독 결과 공이 라인에 걸쳐 있었던 것으로 드러나 득점으로 인정되지 않았다.
전반 34분, 폴란드 진영 우측 지역에서 오카자키 신지와 사카이 고토쿠가 짧은 패스를 주고 받다가 사카이 고토쿠가 노마크 상태에 있던 우사미 다카시에게 패스를 찔러주었다. 우사미 다카시는 페널티 에어리어로 쇄도해 들어가 골문 우측에서 슛을 날렸으나 골키퍼의 펀칭에 막혔고 세컨드 볼을 따내려 했으나 폴란드 수비수 카밀 글리크가 적절히 스크린을 해주어 다시 골키퍼 우카시 파비안스키가 안전하게 볼을 캐치했다. 뒤이어 전반 37분, 다시 폴란드가 공격에 나섰고 코너킥 찬스에서 헤더를 노렸으나 일본 수비수가 먼저 걷어냈고 걷어낸 볼을 우측 외곽에 있던 라파우 쿠자바가 논스톱 발리 슛으로 연결했으나 골문 위로 높이 뜨고 말았다. 전반 41분, 일본의 사카이 고토쿠가 페널티 에어리어에서 킬패스를 받았으나 폴란드 수비진에 막혀 볼을 접다가 빼앗기며 결국 득점 찬스를 날리고 말았다. 뒤이어 폴란드의 역습으로 이어졌고 전반 42분, 아르투르 옝제이치크가 스로인한 볼이 곧바로 로베르트 레반도프스키의 발 앞으로 굴러갔다. 일본 진영으로 쇄도해 들어간 레반도프스키는 우측의 바르토시 비아우코프스키가 노마크 상태인 것을 확인하고 패스를 넣었으나 일본의 우사미 다카시가 그대로 따라붙어 태클로 볼을 걷어냈다. 이후 추가시간까지 4분여 동안 양팀은 이렇다 할 득점 기회를 만들지 못했고 그대로 경기가 0 – 0으로 끝났다. 한편, 사마라에 위치한 사마라 아레나에서 열린 세네갈과 콜롬비아의 경기도 0 – 0 무승부로 전반전을 마쳤다.

### 후반전
후반 7분, 폴란드가 좋은 역습 찬스를 만들어냈다. 카밀 그로시츠키가 피오트르 지엘린스키와 2 – 1 패스를 주고 받으며 일본 진영으로 쇄도해 들어갔고 피오트르 지엘린스키가 골키퍼와 1 – 1이 되는 상황을 만들었지만 슛을 날리기 직전에 가와시마 에이지 골키퍼가 먼저 전진해 슈팅 각도를 줄이고 볼을 캐치해 안전하게 선방했다. 곧이어 일본의 반격이 이어졌고 후반 12분, 일본이 코너킥 찬스에서 시바사키 가쿠가 띄운 볼을 무토 요시노리가 헤더로 연결했으나 폴란드 수비진의 방해를 받아 제대로 슛이 되지 못했다. 하지만 볼은 뒤로 흘렀고 재차 헤딩을 시도했으나 폴란드 수비수 머리 맞고 땅으로 흘렀다. 이 흐른 볼을 마키노 도모아키가 바이시클 킥으로 슛을 날렸으나 볼은 허무하게 골 라인 밖으로 벗어나버리고 말았다. 일본이 결정적인 득점 기회를 날린 후 곧바로 폴란드의 역습이 이어졌다. 라파우 쿠자바가 일본 진영 페널티 에어리어 좌측 외곽 지역에서 일본 수비수 야마구치 호타루에게 반칙을 당해 프리킥 찬스를 얻었다. 그리고 후반 14분, 쿠자바의 프리킥을 공격에 가담한 폴란드 수비수 얀 베드나레크가 논스톱으로 오른발 슛을 날려 선제골을 뽑아냈다.
폴란드가 1 – 0으로 앞서가게 된 그 시점에서 사마라에서 열린 세네갈 대 콜롬비아 경기의 스코어는 아직도 0 – 0으로 비기고 있었다. 만일 이대로 경기가 끝난다면 세네갈이 1승 2무(승점 5점)로 조 1위를 차지하게 되고 콜롬비아와 일본은 1승 1무 1패(승점 4점) 동률을 이루게 되지만 골 득실에서 콜롬비아가 +2, 일본이 0이 되므로 콜롬비아가 조 2위로 16강에 오르고 일본은 탈락하게 되는 상황이었다. 어떻게든 동점골을 넣지 못하면 탈락하게 되는 일본은 곧바로 반격에 나섰다. 그러나 일본 축구의 고질적인 문제였던 피지컬 싸움에서 폴란드 선수들에게 밀리며 좀처럼 득점 기회를 만들지 못했다. 오히려 추가골을 넣으려는 폴란드의 맹공격에 일본이 우왕좌왕 끌려다녔다. 절체절명의 위기 상황이 지속되었고 일본 응원단들은 술렁거리며 스마트폰으로 실시간 순위를 확인하며 초조한 모습을 보였다. 후반 24분, 이누이 다카시가 폴란드 진영 페널티 에어리어 좌측 외곽 지역에서 중거리슛을 날렸으나 어이없는 각도로 빠져나가며 전혀 위협적인 장면을 만들지 못했다. 후반 26분에 코너킥 찬스마저도 헤더로 연결했으나 골대 위로 넘겨버리며 득점 찬스를 날렸다.
후반 28분, 다시 일본이 공격에 나섰으나 오히려 태클로 볼을 빼앗겼다. 일본 선수들은 주심이 파울을 선언할 줄 알고 잠시 멈칫했으나 주심은 그대로 플레이를 진행시켰고 곧바로 폴란드가 빠르게 역습을 전개해 나갔다. 일본 진영 우측을 쇄도해 들어가던 카밀 그로시츠키가 로베르트 레반도프스키가 노마크 상태인 것을 확인하고 곧바로 크로스를 날렸고 레반도프스키가 볼을 받아 지체없이 슛을 날렸으나 어이없게도 볼이 허공으로 떠버리며 추가골을 넣을 찬스를 놓쳤다. 마치 지금까지도 회자되는 2002년 FIFA 월드컵 D조 대한민국 VS 미국과의 경기에서 최용수가 날린 일명 '독수리슛'을 연상하게 하는 장면이었다. 그렇게 스코어는 여전히 1 – 0으로 유지되었다.
그런데 그 때 사마라에서 일본에 희소식이 들려왔다. 콜롬비아의 예리 미나가 세네갈을 상대로 골을 넣었다는 것이다. 이제 순위는 다시 한 번 뒤집어졌다. 2승 1패(승점 6점)를 기록한 콜롬비아가 조 1위로 도약하게 되고 일본과 세네갈은 1승 1무 1패(승점 4점)를 기록했으므로 승점은 동률이다. 승점이 같을 경우 득실 차를 비교하는데 두 팀 모두 1점 차로 이기고 1점 차로 졌으므로 득실 차는 0으로 동률이다. 승점과 득실 차가 모두 동률이면 그 다음은 다득점을 비교하는데 일본과 세네갈 모두 4득점 4실점을 기록했으므로 다득점까지 동률이다. 그 다음으로 비교하는 것이 바로 승자승으로 두 팀 간 맞대결에서 승리한 팀이 16강에 진출하는 것이다. 그런데 일본과 세네갈은 2 – 2로 비겼으므로 승자승마저 동률이 된다. 그 다음으로 비교하는 것이 이번 대회에 신설된 페어 플레이 점수이다. 페어 플레이 점수는 조별리그 3경기를 통틀어 받은 카드 수를 가지고 매기는 것으로 점수가 작은 쪽이 더 유리하다. 그런데 일본은 조별 리그 3경기를 통틀어 4장의 옐로카드를 받으면서 페어 플레이 점수가 -4점이 되었고 세네갈은 6장의 옐로카드를 받으면서 페어 플레이 점수가 -6점이 되었다. 그러므로 페어 플레이 점수에서 일본이 앞서 일본이 조 2위가 되고 세네갈이 조 3위가 되었다. 이 사실을 확인한 일본 응원단들은 회심의 미소를 지으며 기뻐했다. 후반 32분, 폴란드의 코너킥 찬스에서 카밀 글리크가 헤더 슛을 날렸으나 골문 밖으로 크게 벗어났다.
후반 35분, 자기 진영에서 날아온 롱패스를 받은 카밀 그로시츠키가 일본 진영 우측에서 받았고 바르토시 비아우코프스키에게 패스했다. 비아우코프스키는 다시 전방으로 쇄도하는 그로시츠키에게 패스를 했고 그로시츠키가 페널티 에어리어 우측에서 슛을 날렸으나 일본 수비수 마키노 도모아키가 발을 갖다대며 막아내는 듯했는데 오히려 이것이 일본 골문 쪽으로 향했고 하마터면 자책골이 될 뻔했으나 가와시마 골키퍼가 극적으로 쳐내 다행히도 1 – 0 스코어를 유지하게 되었다. 만약 정말로 자책골이 들어가버렸다면 일본은 다시 3위로 떨어지게 되었다. 이어진 코너킥 찬스에서 옝제이치크가 헤더 슛을 연결했으나 골문 위로 벗어났다. 그리고 이 슈팅을 마지막으로 두 팀은 사상 최악의 플레이를 하게 된다.
실시간 순위에서 일본이 조 2위에 있다는 것을 확인한 니시노 아키라 감독은 '안전한 플레이'를 선수들에게 주문했다. 그 안전한 플레이란 바로 자기 진영에서 볼을 돌리며 시간을 끌라는 것이었다. 후반 37분 경부터 일본은 니시노 감독의 지시에 따라 자기 진영에서 볼을 돌리며 시간을 끌기 시작했다. 처음에 폴란드 선수들은 사마라에서 벌어진 상황에 대해 알지 못했는지 적극적으로 볼을 탈취하려는 시도를 하기도 했으나 후반 40분 이후부터는 더 이상 볼을 탈취하려는 시도를 하지 않으며 그저 일본의 패스 플레이를 멀거니 서서 구경하게 되었다. 이 시각 사마라에서 열린 세네갈 대 콜롬비아의 경기는 여전히 콜롬비아가 1 – 0으로 앞서고 있었다. 현재 이 스코어가 그대로 유지만 된다면 일본은 16강 진출에 성공할 수 있게 되고 폴란드도 2패를 당해 탈락이 확정되었지만 마지막에 1승을 거두어 유종의 미를 거둘 수 있다는 소기의 목적을 달성하게 된다. 이렇게 경기 중간에 두 팀의 이해관계가 맞아 떨어졌다.
후반 40분을 지난 이후부터 일본과 폴란드는 서로 패스 연습 구경이나 하며 시간을 끌기 시작했고 이에 관중들은 하나같이 야유를 퍼붓기 시작했다. 그러나 일본 선수들은 그런 관중들의 야유에도 아랑곳하지 않고 계속해서 자기 진영에서 볼을 돌리며 시간을 끌었다. 후반 45분, 폴란드의 아담 나바우카 감독은 마지막 남은 교체 카드 1장을 쓰려고 16번 야쿠프 브와슈치코프스키를 투입할 준비를 했으나 좀처럼 볼이 터치라인 밖으로 나가지 않아 브와슈치코프스키는 3분 동안 터치라인에서 허리춤에 손을 얹은 채 하염없이 교체 투입만을 기다렸다. 그러자 폴란드의 아담 나바우카 감독은 자기 팀 선수들에게 "얘(브와슈치코프스키) 교체 투입시켜야 되니까 좀 아픈 척이라도 해라."는 지시를 했고 이 지시를 받은 카밀 그로시츠키가 갑자기 자기 오른발을 잡으며 아픈 척을 했다. 카밀 그로시츠키가 아픈 척을 하고 있고 또 브와슈치코프스키가 교체 투입을 기다리고 있는 걸 뒤늦게 확인한 일본 대표팀 주장 하세베 마코토는 곧바로 볼을 옆줄 밖으로 차냈다. 그러나 주심을 맡은 재니 시카즈웨는 이런 두 팀의 시간 지연 행위에 살짝 짜증이 났는지 "교체 투입해야 되니까 볼을 밖으로 걷어내겠다."는 하세베의 제스처를 무시하고 "그냥 경기 종료할 거니까 계속 플레이를 재개하라."는 지시를 했다. 결국 시카즈웨 주심은 경기 종료 휘슬을 울렸고 교체 투입을 기다리던 야쿠프 브와슈치코프스키는 교체 투입되지 못한 채로 경기가 그대로 끝나버렸다. 이렇게 경기는 폴란드의 1 – 0 승리로 끝났지만 같은 시각 사마라에서 열린 세네갈 대 콜롬비아의 경기가 콜롬비아의 1 – 0 승리로 끝난 덕분에 페어 플레이 점수에서 2점이 앞선 일본이 조 2위를 유지해 16강 진출에 성공했다.
전날 대한민국과 독일의 경기에서 대한민국 선수들은 118km, 독일 선수들은 115km를 뛰어 경기가 끝난 직후 대한민국, 독일 양팀 선수들 모두 탈진 상태로 그라운드에서 주저 앉는 모습이 많았던 상황과 대조적으로 이 날 경기에서 일본 선수들은 고작 83km, 폴란드 선수들은 80km 밖에 안 뛰며 이 경기는 끝난 직후에도 양팀 선수들은 지친 기색이 하나도 없었다. 전형적인 시간 끌기 경기였다는 걸 알 수 있었다.

### 상세 정보
| 일본 | 0 – 1  | 폴란드         |
| ---- | ------ | -------------- |
|      | 리포트 | 베드나레크 59′ |

| 일본 | 폴란드 |

| GK            | 1  | 가와시마 에이지 (주장) |     |     |
| RB            | 19 | 사카이 히로키          |     |     |
| CB            | 22 | 요시다 마야            |     |     |
| CB            | 20 | 마키노 도모아키        | 66′ |     |
| LB            | 5  | 나가토모 유토          |     |     |
| CM            | 16 | 야마구치 호타루        |     |     |
| CM            | 7  | 시바사키 가쿠          |     |     |
| RW            | 21 | 사카이 고토쿠          |     |     |
| AM            | 9  | 오카자키 신지          |     | 47′ |
| LW            | 11 | 우사미 다카시          |     | 65′ |
| CF            | 13 | 무토 요시노리          |     | 82′ |
| 교체 선수:    |    |                        |     |     |
| FW            | 15 | 오사코 유야            |     | 47′ |
| MF            | 14 | 이누이 다카시          |     | 65′ |
| MF            | 17 | 하세베 마코토          |     | 82′ |
| 감독:         |    |                        |     |     |
| 니시노 아키라 |    |                        |     |     |

| GK            | 22 | 우카시 파비안스키            |  |     |
| CB            | 18 | 바르토시 비아우코프스키      |  |     |
| CB            | 15 | 카밀 글리크                  |  |     |
| CB            | 5  | 얀 베드나레크                |  |     |
| RM            | 21 | 라파우 쿠자바                |  | 79′ |
| CM            | 10 | 그제고시 크리호비아크        |  |     |
| CM            | 6  | 야체크 구랄스키              |  |     |
| LM            | 3  | 아르투르 옝제이치크          |  |     |
| RF            | 19 | 피오트르 지엘린스키          |  | 79′ |
| CF            | 9  | 로베르트 레반도프스키 (주장) |  |     |
| LF            | 11 | 카밀 그로시츠키              |  |     |
| 교체 선수:    |    |                              |  |     |
| FW            | 14 | 우카시 테오도르치크          |  | 79′ |
| MF            | 17 | 스와보미르 페슈코            |  | 79′ |
| 감독:         |    |                              |  |     |
| 아담 나바우카 |    |                              |  |     |

| 최우수 선수: 얀 베드나레크 (폴란드) 부심: 제르송 두스 산투스 (앙골라) 자켈레 시웰라 (남아프리카 공화국) 대기심: 리카르도 몬테로 (코스타리카) 후보 대기심: 후안 카를로스 모라 아라야 (코스타리카) 비디오 판독심: 다니엘레 오르사토 (이탈리아) 보조 비디오 판독심: 헤리 바르가스 (볼리비아) 카를로스 아스트로사 (칠레) 파올로 발레리 (이탈리아) |

### 통계
| 통계        | 일본  | 폴란드 |
| ----------- | ----- | ------ |
| 득점        | 0     | 1      |
| 슛          | 10    | 11     |
| 유효슛      | 3     | 2      |
| 점유율      | 54%   | 46%    |
| 패스 횟수   | 441   | 393    |
| 패스 성공률 | 83%   | 81%    |
| 활동량      | 102km | 99km   |
| 코너킥      | 5     | 7      |
| 반칙        | 11    | 8      |
| 오프사이드  | 1     | 0      |
| 경고        | 1     | 0      |
| 퇴장        | 0     | 0      |

## 비판을 받는 이유
경기 종료 후 전 세계적으로 이 경기에 대한 비난 여론이 들끓었다. 일본과 폴란드가 패스 플레이를 주고 받는 그 10여 분 동안 경기장은 야유 소리로 가득찼었고 일본 언론을 제외한 대부분이 이 경기에 비난을 퍼부었다. 대한민국에서는 이 경기를 1982년 FIFA 월드컵 당시 서독과 오스트리아가 벌였던 추태로 유명한 히혼의 수치에 빗대어 볼고그라드의 수치라고 불렀고 일본에서도 볼고그라드의 촌탁(일본어: ヴォルゴグラードの忖度)이라고 부르며 비판하는 목소리가 높았다. 사실상 일부 일본 언론과 소위 '넷 우익'이라고 불리는 몰지각한 사람들 외에는 이 경기에 대해 모두 비난하고 나섰다. 이 경기에 앞서서 2018년 FIFA 월드컵 C조 3차전인 프랑스 VS 덴마크의 경기에서도 양 팀이 볼 돌리기로 시간을 질질 끌며 0 – 0 무승부로 끝냈는데 불과 며칠 사이에 또 이런 경기가 나와서 조별리그 3차전 경기를 동시에 치르는 것만으로는 히혼의 수치 사건이 재발할 가능성을 100% 막을 수 없다는 의견이 대두되었다.
하지만 이 사건은 1982년의 히혼의 수치와 이번 대회 〈프랑스 대 덴마크〉의 경기와는 본질적으로 차이가 있었다. 먼저 1982년 히혼의 수치를 보면 그 당시엔 조별리그 3차전이 동시에 개최되지 않았기 때문에 알제리와 칠레가 먼저 3차전을 치렀고 뒤이어 서독과 오스트리아가 경기를 치렀다. 그 때문에 서독과 오스트리아 선수들은 먼저 알제리의 승점과 득실 차를 확인할 수 있었고 서독이 1 – 0으로 이기면 서독과 오스트리아가 모두 2라운드에 진출할 수 있다는 걸 확인했다. 그래서 점수가 1 – 0이 된 시점에서 두 팀 모두 80분 동안 볼 돌리고 시간을 질질 끌며 경기를 마쳤다. 다시 말해 볼 돌리고 시간을 지연한 행위의 대가는 두 팀 모두 100% 2라운드 진출이었다. 이번 대회 프랑스와 덴마크의 경기도 마찬가지였다. 두 팀의 경기가 무승부로 끝나기만 하면 오스트레일리아 대 페루의 경기 결과가 어떻게 나오든 아무 상관이 없었다. 왜냐하면 오스트레일리아는 2차전까지 승점이 1점이었고 페루는 0점이었기 때문에 페루는 최대로 쌓을 수 있는 승점이 3점이고 오스트레일리아 역시 4점에 불과하기 때문에 이미 6점을 확보한 프랑스와 4점을 확보한 덴마크가 서로 무승부만 거두면 오스트레일리아와 페루 두 팀 모두 2위인 덴마크의 승점을 넘을 수 없기 때문이다. 그래서 프랑스와 덴마크는 서로의 이해 관계에 따라 비기기 경기를 했고 이 비기기 경기의 결과는 양 팀의 100% 2라운드 진출이었다.
그러나 이 경기에서의 일본은 1 – 0의 스코어를 그대로 유지시켜 끝낼 경우 폴란드는 1승으로 유종의 미를 거둔다는 자신들의 목적을 100% 달성할 수 있지만 일본은 16강에 진출한다는 자신의 목표를 100% 달성할 수 있는 입장이 아니었다. 이 경기가 비판을 받는 이유는 단순히 볼 돌리며 시간을 지연하는 행위를 했던 것 때문만이 아니다. 바로 '남의 경기 결과에 의존해서 16강에 가려는 행위'였기 때문에 비판을 받는 것이다. 이 점이 이전 히혼의 수치와 같은 듯 다른 부분이다. 당시 세네갈 VS 콜롬비아의 경기에서 콜롬비아의 예리 미나가 결승골을 넣은 시점은 후반 29분이었다. 정규시간은 16분 남았고 추가시간이 4분이 주어졌으므로 총 20분이 남았다고 볼 수 있다. 하지만 그 20분 동안 세네갈이 동점골을 못 넣을 것이란 보장은 없었으며, 만약 세네갈이 그 사이에 동점골을 넣기라도 한다면 일본의 이런 시간 지연 행위는 속된 말로 '말짱 도루묵'이 되는 헛수고에 불과하다. 축구란 스포츠는 운동량에 비해 점수가 안 나는 스포츠로 유명하긴 하지만 골이 잘 터질 때는 불과 몇 분 사이에도 여러 골이 나오기도 한다. 4년 전 미네이랑의 비극 당시에 독일은 브라질을 상대로 불과 6분 만에 5골을 뽑아내기도 했고 이번 대회 최고의 이변으로 불리는 카잔의 기적에선 대한민국이 독일을 상대로 3분 만에 2골을 뽑아내기도 했다.
만약 그 당시에 콜롬비아가 세네갈을 2점 차 이상으로 앞서고 있었다면 몰라도 1점 차로 불안한 리드를 하고 있는 입장에서 볼 돌리고 시간 지연 행위를 하는 것은 그야말로 무모한 도박에 불과한 것이다. 니시노 감독은 볼고그라드의 경기장에 있는데 사마라에서 열리는 경기는 자신이 전혀 관여할 수 없다. 자기 팀의 16강 진출 여부를 자신이 관여할 수 없는 남의 경기 결과에 의존하는 행위를 했기 때문에 이 경기가 비판을 받게 된 것이다. 니시노의 이 같은 행위는 그저 콜롬비아가 남은 시간 실점하지 말아달라고 기도하는 행위나 다름없는 것이다. 만일 경기 시작부터 템포를 죽이고 느릿느릿 시간을 지연하는 행위를 했다면 1승 2무를 기록해 안전하게 16강에 오를 수 있으므로 잠시 욕을 먹을지언정 이 정도로 무지막지한 비난을 받게 되진 않았을 것이고 나름대로 "16강에 안전하게 가기 위한 전략적 태도"라고 넘어갈 수도 있다. 정상적인 감독이라면 콜롬비아가 1골 차로 겨우 앞서가고 있으므로 타 구장 경기에 신경쓰지 않고 자신의 경기에만 집중해 최대한 동점골을 노리는 전략을 구사했을 것이다.
실제로 2002년 FIFA 월드컵 당시 대한민국이 이런 유사한 일을 경험하기도 했다. D조 최종전 대한민국 VS 포르투갈과의 경기에서 포르투갈은 전반 26분에 주앙 핀투가 박지성에게 거친 백태클 반칙을 하는 바람에 1명이 퇴장당해 수적 열세에 처한 입장이었는데 동시에 열린 폴란드 VS 미국의 경기가 예상 외로 폴란드가 2 – 0으로 앞서고 있었다. 만일 이대로 경기가 끝난다고 가정하면 포르투갈과 미국은 1승 1무 1패(승점 4점)로 동률이 되지만 득실 차에서 포르투갈이 +3, 미국이 -1이 되어 4골이 더 앞선 포르투갈이 16강에 진출할 수 있게 되었다. 더군다나 2002년 당시 대한민국은 반미 여론이 매우 심했다. 현재 폴란드가 2 – 0으로 이기고 있다는 걸 알고 있었고 또 당시 대한민국 국민들이 미국에 대해 느끼는 감정이 썩 좋지 않다는 걸 포르투갈도 어렴풋하게 알고 있었다. 그래서 루이스 피구는 하프 타임 때 이영표를 향해 "같이 비겨서 16강에 올라가자."는 제스처를 취했고 안토니우 올리베이라 포르투갈 대표팀 감독도 후반 24분에 원톱 파울레타를 빼고 수비수 조르즈 안드라드를 투입해 수비를 강화하는 승부수를 띄웠다. 올리베이라 감독이 보낸 의미는 "우리끼리 싸울 필요 없이 사이좋게 비겨서 같이 16강 갑시다."는 것이었다. 하지만 대한민국의 거스 히딩크 감독은 당시에 폴란드가 미국을 이기고 있다는 걸 알면서도 일부러 홍명보와 유상철에게만 넌지시 이 사실을 알렸을 뿐 다른 선수들에게는 일절 알리지 않았고 올리베이라 감독이 사이좋게 비겨서 16강에 같이 가자는 제안을 무시하고 끝내 박지성의 결승골로 1 – 0 승리를 거두었다.
사실 이게 당연한 것이다. 비록 폴란드가 하프타임까지 미국을 상대로 2점 차로 앞서가고 있었다고는 하지만 후반전에 경기가 어떻게 될지는 아무도 모르기 때문이다. 물론 결과적으로는 폴란드가 미국을 3 – 1로 이겼고 포르투갈은 대한민국과 비기기만 해도 16강에 올라갈 수 있었으나 0 – 1로 패배해 탈락하게 되었으며 미국이 대신 운좋게 16강에 올라갈 수 있게 되었지만 그 당시에 경기 결과가 어떻게 될 것이라고 예측할 수는 없었다. 그래서 히딩크 감독은 폴란드가 미국을 2점 차로 리드하고 있었기에 2점 차 이내로 포르투갈에 패배할 경우에도 16강에 갈 수 있는 유리한 고지에 있었지만 언제 뒤집힐지 모르는 폴란드 VS 미국의 경기 결과를 선수들에게 알리지 않고 자신의 경기에만 집중해서 자력으로 16강 진출을 따낸 것이다. 그런데 니시노 감독은 자신이 관여할 수 없는 타 구장 경기 결과에 자신의 16강 진출 여부를 걸었으니 얼토당토 안 한 도박이요, 요행수를 부린 것이 되었고 이 점 때문에 강하게 비판을 받았다. 결과적으로는 니시노 감독의 이런 요행수가 운 좋게 성공했긴 했지만 만일 그 사이에 세네갈이 극적인 동점골을 터뜨렸다면 볼 돌리며 시간 끄는 행위를 한 것은 모조리 헛수고가 되고 16강은 못 가게 되니 실리도 명예도 모두 잃게 될 수밖에 없다. 일본 내에서도 이러한 점 때문에 16강 진출에 성공했어도 니시노 감독에게 혹평을 하고 있다. 실력보다는 운에 의존해서 16강에 갔기 때문이다.

## 반응

### 대한민국
이 경기는 대한민국에서도 높은 시청률을 기록했는데 역시 대체로 반응은 좋지 않다. 단순히 대한민국은 16강 진출에 실패했고 일본이 16강 진출에 성공해서인 것만은 아니라 경기 내용 자체가 형편없었기 때문이었다. 더군다나 대한민국은 전 날에 비록 16강 진출은 실패했어도 디펜딩 챔피언 독일을 2 – 0으로 꺾는 이른바 카잔의 기적을 연출했기 때문에 일본의 16강 진출을 크게 부러워하지도 않았다. 다만 이 경기 내용 자체가 너무나도 형편없는 경기였기에 일본을 성토하는 여론이 격렬하게 일어났다. MBC 해설위원을 맡은 안정환은 일본과 폴란드의 볼 돌리는 장면을 보고 "양팀 다 솔직히 팬들을 무시하는 경기를 하고 있는 것 같다."고 혹평하며 "한국에서 관심있게 보시는 분들이 굉장히 많을 텐데 이럴 바에 멋있는 경기였던 독일전 재방송을 틀 걸 그랬어요."라고 혹평을 아끼지 않았다. 덧붙여서 "어제 독일전을 보면서 정화됐던 눈이 더럽혀지고 있습니다. 세네갈이 정의구현 골을 넣어줬으면 좋겠습니다."며 세네갈의 선전을 응원했다. 하지만 KBS2 해설위원을 맡은 이영표는 이런 일본의 행위를 어느 정도 이해한다고 하였다. 그러나 일본과 폴란드의 노골적인 시간 끌기가 지속되자 결국엔 이영표도 "여러분 이거 해설 어떻게 해야 됩니까?"라며 어처구니 없다는 반응을 보였다. 뿐만 아니라 경기 막판에 폴란드의 16번 야쿠프 브와슈치코프스키가 교체 투입을 하염없이 기다리는 모습을 보고 불쌍했는지 "16번 좀 뛰게 해주십시다."라고 말하며 동정했고 결국 교체 투입되지 못하고 경기가 끝나자 "아, 못 들어갔어요. 너무 안타까워요."라고 말하며 브와슈치코프스키를 안타까워 했다. 옆에서 같이 중계하던 이광용 캐스터 또한 "무슨 패스 연습하는 것 같다."는 말과 함께 "어제 대한민국 대표팀이 117km를 뛰었거든요. 근데 지금 일본이 82km, 폴란드가 80km...."라고 말하며 일본과 폴란드 양팀의 무성의한 경기를 꼬집었고 또 다음 날 오태훈의 시사본부에 출연해 "일본이 16강을 위해서 축구를 버렸다."고 강하게 질타했다.
또 MBC 해설위원 서형욱은 자신의 칼럼을 통해 "페어 플레이 룰이 역설적으로 저질 축구를 조장했다."고 하며 일본과 폴란드 양 팀의 무성의한 경기 내용과 페어 플레이 점수를 단순히 카드를 받은 횟수만으로 판단하는 게 과연 옳은지 논의해야 한다고 주장했다. 칼럼 외에도 자신의 인스타그램을 통해 "일본은 막판 거의 15분 동안 '축구'를 하지 않았다"라며 전날 열린 2018 러시아월드컵 H조 조별리그 최종전에서 폴란드를 상대로 경기를 펼친 일본의 경기 방식을 꼬집었다. 덧붙여서 "자칫 골을 먹을까 자기 진영서 공 돌리며 시간 허비. 16강 진출은 축하할 일이지만 누가 봐도 '언페어' 플레이, 나쁜 축구"라며 "그런데 이처럼 '페어플레이'를 하지 않은 팀이 세네갈보다 옐로 카드 적게 받았다며 '페어플레이' 규정에 의해 16강행. FIFA야"라고 지적했다. SBS의 배성재 캐스터 또한 "의지가 없다. 중계해드릴게 없다. 별 의미가 없다. 비치사커 중계할 때도 이것보단 박진감 넘치게 이야기 한다. 뭘 보고 있는건지 모르겠다. 폴란드는 교체카드를 준비하고 있는데 공이 나갈 일이 없기 때문에 들어올 수 없다."고 말하며 일본과 폴란드 양팀의 무성의한 경기를 질타하고 "이게 월드컵 상황이다. 이 정도면 오늘 와 있는 4만 관중에게 티켓 가격의 30% 정도는 빼줘야 하는 것 아닌가 싶다. 이 그라운드에서는 어떤 것도 전해드릴게 없다. 어제는 소리를 너무 많이 질러서 목이 쉬었는데 오늘은 쉴 수 있다."고 말하며 졸전을 펼친 두 팀을 싸잡아 조롱했다.
하지만 다소 친일적인 시각을 가진 일부 몰지각한 네티즌들은 이런 일본의 추태를 옹호하는 것도 모자라 역으로 일본은 그렇게라도 16강에 갔는데 대한민국은 16강에 못 갔다며 조롱하는 짓거리를 하기도 했다. 물론 그런 옹호론은 크게 공감은 못 얻고 있으며 그냥 온라인상에서 자기들처럼 뜻이 맞는 자들끼리 블로그 같은 곳에 모여 어울려서 혼자서 정신승리하며 놀고 있으니 무시하면 될 듯하다. 아무리 이 경기가 비판받는 이유를 논리적으로 설명해도 귀 틀어막고 일본을 옹호하기 바쁘고 지적하면 댓글 쓰기 차단 같은 치졸한 짓거리를 해대면서 자기 혼자 팩트 폭력해줬다는 식으로 정신승리하며 노는 자들이니 아무리 설명해도 벽 보고 얘기하는 기분밖에 안 든다. 그 뿐 아니라 공영 방송인 KBS에서 방영하는 시사기획 창에서도 독일전 투혼에 대해서 이야기 하면서, 장기적인 관점으로 대한민국 축구가 지향해야 할 대안을 제시했는데, 16강 진출에 성공한 일본의 사례를 소개했는데 일본이 개인기는 더 낫다느니, 조직력이 우수하다느니 하면서 본받자고 하는 전혀 이치에 맞지도 않는 내용을 방송한 것은 물론이요, 이 볼고그라드의 수치에 대해선 전혀 언급하지도 않았다. 대한민국이 속한 조와 일본이 속한 조의 국가들 전력에 대한 분석이 없었던 건 덤이다. 이런 일부 친일적인 시각을 지닌 이들을 제외하면 대체로 이 경기에 대한 대한민국 내 반응은 매우 좋지 않다.

### 일본
일본 내 시각은 좀 분분한 편이다. 우선 일본 대표팀의 혼다 케이스케는 이 경기에 대해 "응원해준 팬들에게는 미안하지만, 이런 결정을 내려야 할 때도 있는 거죠."라고 다소 뻔뻔스러운 답변을 해 빈축을 샀다. 하지만 일본 대표팀 선수들도 처음에 니시노 감독의 지시를 들었을 때는 어안이 벙벙했다고 한다. 팀이 0 – 1로 지고 있었고 콜롬비아가 세네갈을 겨우 1점 차로 앞서고 있는 상황에서 볼 돌리고 시간 끌라는 지시가 나오자 주장 하세베 마코토는 "이 시점에서 그렇게 하라고요?"라고 감독에게 반문했다고 한다. 이 지시를 들은 나가토모 유토 역시 이해할 수 없다는 반응을 보였다고 한다. 즉, 니시노 감독의 전략은 코칭 스태프 및 선수들에게 사전에 약속된 전술은 아니었고 경기 중 임기응변으로 감독 독단으로 운에 모든 걸 맡겨 추진시킨 전술인 셈이다.
하지만 결국 이들은 감독의 지시를 따랐고 이런 어처구니 없는 승부조작을 했다. 경기가 끝난 후 하세베 마코토는 "이것이 승부의 세계다."며 뻔뻔스럽기 짝이 없는 소리를 내뱉었고 니시노 아키라 감독 또한 "본의는 아니지만, 다음 단계로 가기 위한 전략이었다. 선수들에게도 성장하는 과정이었을 것이다. 우리는 다른 H조 경기 상황도 지켜봐야 했다. (야유를 받은) 선수들은 무척 어려웠을 테지만, (16강에 진출해) 앞으로도 강한 도전을 할 수 있게 됐다."며 역시 뻔뻔스러운 답변을 했다. 이것이 왜 뻔뻔스러운 답변인지는 위의 문단을 다시 한 번 읽어보면 분명히 알 수 있다. 이건 전략이라고 하기 민망한 운에 모든 걸 맡기는 행동이었기 때문이다. 자기 팀은 폴란드에 0 – 1로 지고 있고 세네갈이 동점골을 넣으면 모든 게 말짱 도루묵으로 끝나는 상황에서 콜롬비아가 실점하지 않기를 간절히 기도하며 열심히 볼 돌리고 시간 지연하는 행위가 과연 전략이라고 넘길 만한 것인지 이해할 수가 없는 행동이다.
일본 축구팬들 사이에서도 16강에 올라가서 좋다고 하면서도 한편으로 이 경기가 부끄럽다고 하는 경우가 많았다. 경기 직후 SBS가 볼고그라드 아레나에서 직관한 일본 관중 일부를 인터뷰했는데 그들은 "나쁜 경기였어요. 울고 싶네요. 우린 '루저(패배자)'에요, 그렇죠?"라고 말하며 부끄러워했다. 야후 재팬에서도 "솔직히, 수치스러워... 대한민국은 멋있게 탈락, 일본은 부끄럽게 진출."이라는 댓글이 베스트 댓글로 선정되었을 정도로 부끄러워하는 경우가 많았다. 야후 재팬에서 실시한 '일본 대표팀의 폴란드전 경기 모습은 몇 점?'이라는 설문조사에 0점이 절반 가까이나 차지할 정도였다. 0점을 부여한 이유는 볼 돌리며 시간 끄는 행위 자체에 대한 문제도 있었지만 역시 세네갈이 동점골을 넣으면 모든 게 헛수고가 되는 상황에서 위험한 도박이었다는 이유가 가장 컸다.

### 세네갈
이 경기에 대한 세네갈의 여론은 험악함 그 자체다. 왜냐하면 정당하게 실력 싸움에서 밀려서 탈락한 것도 아니고 단지 옐로 카드 2장 더 받았다는 이유만으로 탈락했기 때문이었다. 조별리그 탈락으로 인해 폭동이 일어나고 한 정도는 아니지만 실력 외적인 부분으로 탈락한 것에 대한 억울함과 분노가 크다고 한다. 이에 세네갈 축구협회는 공식적으로 항의 서한을 FIFA에 보냈다. 세네갈 축구협회는 일본과 폴란드가 공을 돌리며 시간을 끄는 추태를 부린 것에 대해 "축구 정신을 위배하는 모습이었다. 일본과 같이 경기하는 팀의 선수, 감독에는 징계가 주어져야 한다. FIFA가 적절한 규정을 마련해 달라."고 하며 사실상 일본과 폴란드의 처벌을 요구했다. 뿐만 아니라 세네갈 축구협회는 일본 대표팀을 향해 "니시노 아키라 일본 감독이 기자회견에서 '0 – 1로 경기를 끝내려고 했다'고 말했다. 충격적인 인터뷰였다. 공정하지 못한 일본 대표팀의 태도에 개탄한다."며 강하게 성토했다. 그리고 덧붙여서 FIFA에 "FIFA가 새로 도입한 페어플레이 점수는 문제를 해결하기는커녕 새로운 문제를 만들었다."고 말하며 페어 플레이 점수에 대해 재고하고 개정할 것을 촉구했다. 그러나 FIFA는 "페어플레이 점수제를 바꿀 필요가 없다."며 사실상 세네갈의 항의를 기각했다.
하지만 이 같은 FIFA의 태도는 크게 질타를 받고 있다. 처음 도입한 페어 플레이 점수 제도로 인해 초장부터 벌써 불공정한 희생자가 나왔다는 것은 페어 플레이 점수 제도에 문제가 있다는 걸 뜻하는 것인데 이를 손보지 않고 단지 현행처럼 카드 받은 횟수에 따라 페어 플레이 점수를 매길 경우 이 제도를 악용하는 제2, 제3의 일본이 또 등장할 수 있고 이로 인해 또 다시 억울하게 손해를 보는 제2, 제3의 세네갈이 또 나올 수 있기 때문이다. FIFA가 세네갈의 항의를 기각한 이상 다음 대회에도 이런 방식이 유지될 가능성이 높고 또 그 때에도 제2의 일본과 제2의 세네갈이 다시 등장하게 될 가능성이 높아질 것이다. 과연 그 때에도 FIFA가 제도 보완을 하지 않고 또 같잖은 변명을 하게 될지 두고봐야 할 것이다.
한편, 세네갈 축구 국가대표팀의 알리우 시세 감독은 "규정은 알고 있었지만 선수들에게 옐로카드를 피하라고 지시할 수는 없었다."며 "축구를 할 때 다른 선수들과 신체 접촉은 불가피하다. 이것이 우리가 축구를 하는 방식이다."이라고 우회적으로 비판적인 견해를 드러냈다. 그는 "하지만 페어플레이 점수는 국제축구연맹(FIFA)이 만든 규정이고, 우리는 이를 존중해야 한다. 물론 다른 방식으로 탈락했더라면 더 나았을 텐데 그건 아쉽다"고 했다.

### 그 외 국가
중국 언론인 중국인터넷정보센터는 "일본은 페이플레이 규정으로 16강 진출에 성공했다"고 전하면서도 "일본과 폴란드의 마지막 10분은 축구 휴전이었다. 두 팀 모두 득점하려고 하지 않았다."고 꼬집었다. 영국의 BBC 역시 "이번 월드컵에서 가장 어이없는 경기였다." "옐로우카드로 숫자로 토너먼트에 진출하는 팀이 정해지면 안 된다" 라며 목소리를 높였다. "토너먼트 진출에 성공한 자체는 축하받아야 마땅하지만, 경기 종료를 앞둔 약 5분 간은 이번 월드컵에서 가장 비판받아야할 모습이었다"며 문제를 꼬집었다. 이 모습을 중계한 영국 BBC 해설자들은 "이런 경기는 이 경기를 지켜보는 모든 팬들을 기만하는 플레이다 이런 모습으로 16강 진출팀이 정해지면 안 된다"고 언급했다. 영국의 전설적인 축구 선수 테리 부처 역시 영국 언론 BBC를 통해 "쓴맛을 남기고 있다. 웅장한 월드컵이 오염됐다."고 말했다. 영국의 대표적인 황색 언론인 더 선은 아예 "정말 이해할 수 없는 최악의 경기였다"라면서 "니시노 아키라 감독은 할복(hara kira)이 필요할 만큼 최악의 경기력을 선보였다. 주전 6명을 교체하면서 이해하기 힘든 경기였다. 선제골을 허용한 채 동점골을 넣기 위한 시도도 펼치지 않았다."라면서 니시노 감독을 향해 자살하는 게 낫겠다는 정도로 혹평을 아끼지 않았다. 인디펜던트 역시 "일본이 무의미한 패스만을 반복하다 패배하면서 많은 관중들을 비현실적으로 대했다."고 비판했다.
미국의 ESPN 또한 일본을 향해 "일본은 16강 티켓을 따내는 대신 축구와 월드컵에 대한 경의를 잃었다."며 일본의 추태를 강력하게 비난했고 북아일랜드 축구 국가대표팀의 마이클 오닐 감독 또한 "1980년대 축구를 보는 것 같았다. 내 팀의 운명을 다른 경기에 맡긴 채 그렇게 오랫동안 아무 것도 하지 않다니 감독 입장에서 도저히 이해할 수 없다."며 일본을 맹비난했다. BBC 해설위원인 마크 로렌슨은 "코미디다. 정말 완벽한 코미디야."라며 일본의 어이없는 짓거리를 비꼬았다. 전 에버턴 선수 리언 오스먼은 "경기 후반 교체 출전한 하세베가 일본 선수들에게 '옐로카드를 받지 않아야 한다'고 말하더라. 일본은 정말 형편없는 경기를 했다"고 비판 수위를 높였다. 스페인 언론 마르카 역시 "부끄러운 모습으로 경기가 마무리됐다. 일본은 수비 라인에서 공만 돌렸다."며 강하게 비판했다.
이런 일본에 대한 비판 뿐 아니라 이 사태를 초래한 FIFA의 '페어 플레이 룰'에 대한 비판과 성토도 이어졌다. 마이클 오닐 북아일랜드 축구 국가대표팀 감독은 "페어플레이 점수는 정말 수준 낮은 아이디어다. 국제축구연맹(FIFA)은 부끄러워해야 한다"며 "축구에서 가장 중요한 건 득점이다. 지역 예선 득점 등 골로 순위를 가를 다른 방법이 있다"고 주장했다. 이 페어 플레이 룰의 희생양이 된 세네갈 축구 국가대표팀 알리우 시세 감독 또한 "규칙이 잔인한 지는 잘 모르겠지만 경기장에서 선수들에게 옐로우 카드를 피하기 위해 뛰라고 지시할 수는 없다."며 "축구를 할 때 다른 선수들과 신체 접촉은 불가피하다. 이것이 우리가 축구를 하는 방식이다."이라고 규칙 적용이 다소 지나치다는 입장을 우회적으로 전했다. 영국 BBC 해설위원으로 나선 전 아일랜드 대표 마크 로렌슨은 "촌극이다. 용납할 수 없는 웃음거리다"고 비난하며 "월드컵에서 순위를 결정하는 더 괜찮은 방법을 찾아야 한다"고 말했다. BBC는 "FIFA가 정한 규칙은 분명 부끄럽다. 덕분에 일본 경기는 세계적인 웃음거리가 됐다. 월드컵 무대에서 더 좋은 순위 결정 방법이 있을 것"이라고 전했다. 하지만 FIFA는 페어 플레이 룰을 도입한 취지에 대해 "추첨까지 가는 일을 피할 목적으로 신설했다."고 밝히며 제도에 대해 재고할 생각은 없다고 못을 박았다. 이로 인해 페어 플레이 룰을 악용해 이득을 보는 제2의 일본과 역으로 손해를 보는 제2의 세네갈이 다음 대회에도 나타날 가능성이 높아지게 되었다.

## 같이 보기
- 히혼의 수치
- 덴마크 대 프랑스 (2018년 FIFA 월드컵)
- 대한민국 대 독일 (2018년 FIFA 월드컵)

### 참고주
1. ↑  “2018 러시아 월드컵 공식 홈페이지 (일본 0-1 폴란드 통계자료)”. 2018년 12월 24일에 원본 문서에서 보존된 문서. 2018년 8월 22일에 확인함.
2. ↑  윤승재 (2018년 6월 27일). “[러시아WC] 日 언론 "한국, 불명예 기록 남기고 러시아 떠날 것"”. 《Stn Sports》.
3. ↑  신창용 (2018년 6월 28일). “[월드컵] 일본 가가와 "한국-독일전, 우리에게 자극제 됐다"”. 《연합뉴스》. 2018년 8월 23일에 확인함.
4. ↑  김혜란 (2018년 6월 29일). “폴란드전 83km 뛴 일본, 독일전 118km 뛴 한국…“日, 웃음거리 전락””. 《동아일보》. 2018년 10월 1일에 확인함.
5. ↑  “2018 러시아 월드컵 공식 홈페이지 (일본 0-1 폴란드 통계자료)”. 2018년 12월 24일에 원본 문서에서 보존된 문서. 2018년 8월 22일에 확인함.
6. ↑  강민경 (2018년 6월 29일). “안정환 "일본-폴란드, 팬들을 무시하는 경기" 일침”. 《스타뉴스》. 2018년 10월 1일에 확인함.
7. ↑  이민지 (2018년 6월 29일). “이영표, 일본vs폴란드 경기에 "어떻게 해설하나 단어 떠오르지 않아"”. 《뉴스엔》. 2018년 10월 1일에 확인함.
8. ↑  “[오태훈의 시사본부] 이광용 “日, 16강 위해 축구버렸다””. 《KBS》. 2018년 6월 29일. 2018년 10월 1일에 확인함.
9. ↑  서형욱 (2018년 6월 29일). “[서형욱] 저질 축구 조장한 페어플레이 점수의 역설”. 《네이버》. 2018년 10월 1일에 확인함.
10. ↑  이성봉 (2018년 6월 29일). “서형욱 해설 "일본-폴란드전, 누가 봐도 나쁜 축구·언페어플레이"”. 《스타뉴스》. 2018년 10월 1일에 확인함.
11. ↑  이민지 (2018년 6월 29일). “배성재 “일본 폴란드 경기, 이 정도면 관중에 티켓값 빼줘야””. 《뉴스엔》. 2018년 10월 1일에 확인함.
12. ↑  권란 (2018년 6월 29일). “막판 공 돌리며 시간 끈 日…"최악의 경기" 쏟아진 비난”. 《SBS》. 2018년 10월 1일에 확인함.
13. ↑  “「この状況で？」　長友もポーランド戦終盤プランに思わず…「西野さんに何度も聞いた」”. 《Football Zone》. 2018년 6월 29일. 2018년 10월 1일에 확인함.
14. ↑  김가을 (2018년 6월 29일). “[월드컵]'공 돌리기' 비판 받는 하세베 "이것이 승부의 세계"”. 《스포츠조선》. 2018년 10월 1일에 확인함.
15. ↑  하남직 (2018년 6월 29일). “[월드컵] '공 돌리기' 일본 감독 "어쩔 수 없는 전략"…BBC는 비판”. 《연합뉴스》. 2018년 10월 1일에 확인함.
16. ↑  https://news.yahoo.co.jp/list?t=soccer_national_team
17. ↑  하남직 (2018년 7월 2일). “[월드컵] 세네갈 "일본처럼 시간 끌면 징계해야"…FIFA에 항의 서한”. 《연합뉴스》. 2018년 10월 1일에 확인함.
18. ↑  “희생양된 세네갈…페어플레이 점수가 뭐길래?”. 《한국경제》. 2018년 6월 29일. 2018년 10월 1일에 확인함.
19. ↑  반진혁 (2018년 6월 29일). “[러시아WC] 中 매체, "일본-폴란드, 마지막 10분은 축구 휴전"”. 《STN스포츠》. 2018년 10월 1일에 확인함.
20. ↑  천모세 (2018년 6월 29일). “英 언론 "일본-폴란드전, 이번 월드컵 가장 어이없는 경기"”. 《엠스플뉴스》. 2018년 10월 1일에 확인함.
21. ↑  김가을 (2018년 6월 29일). “英 레전드의 일침 "일본-폴란드전, 월드컵이 오염됐다"”. 《스포츠조선》. 2018년 10월 1일에 확인함.
22. ↑  우충원 (2018년 6월 29일). “더 선, "日 니시노 감독, 할복하는 게 나을 것"... 16강 평가절하”. 《OSEN》. 2018년 10월 1일에 확인함.
23. ↑  서형욱 (2018년 6월 29일). “[서형욱] 저질 축구 조장한 페어플레이 점수의 역설”. 《네이버》. 2018년 10월 1일에 확인함.
24. ↑  “[일본 폴란드] 마르카 “일본 공돌리기만…부끄러운 경기 마무리””. 《MBN》. 2018년 6월 29일. 2018년 10월 1일에 확인함.
25. ↑  하남직 (2018년 6월 29일). “[월드컵] '공 돌리기' 일본 감독 "어쩔 수 없는 전략"…BBC는 비판”. 《연합뉴스》. 2018년 10월 1일에 확인함.
26. ↑  “최선 다한 세네갈, 페어플레이 점수 도입 첫 탈락 희생양”. 《뉴시스》. 2018년 6월 29일. 2018년 10월 1일에 확인함.
27. ↑  한용섭 (2018년 6월 29일). “英BBC "일본 축구는 수치, 16강 떨어져야"...꼼수 플레이 신랄한 비난”. 《OSEN》. 2018년 10월 1일에 확인함.

### 내용주
1. ↑  축구에서 득점은 골 라인을 완전히 통과해야 득점으로 인정한다. 공의 일부가 라인에 조금이라도 걸쳐 있으면 득점으로 인정되지 않는다.
2. ↑  2002년 당시에 2002년 솔트레이크시티 동계 올림픽 쇼트트랙 남자 1,500m 종목에서 김동성이 받아야 할 금메달을 미국의 아폴로 앤턴 오노가 가로채간 것과 이 경기가 열리기 하루 전에 경기도 양주시에서 여중생 심미선 양과 신효순 양이 주한 미군 장갑차에 깔리는 이른바 미선이 효순이 사건이 발생한 것 더불어 당시 미국 대통령 조지 W. 부시의 노골적인 전쟁광적 행보 때문에 버락 오바마 정권이 들어서기 전까지 대한민국과 미국의 외교 관계는 '이혼 관계'라고 평할 정도로 매우 냉각되어 있던 상태였다. 국민적인 감정도 미국이란 나라를 일본 못지않게 싫어할 정도였다.
3. ↑  당시 조별리그 2차전까지 대한민국과 미국은 1승 1무(승점 4점)로 동률이었지만 대한민국의 득실 차는 +2였고 미국은 +1이었다. 그런데 미국이 폴란드에 2점 차로 지고 있었으므로 미국의 득실 차는 -1로 떨어지게 되니 대한민국은 2점 차 이내로 패배할 경우에도 16강에 올라갈 수 있었다. 단, 0 – 3으로 패배할 경우엔 똑같이 득실 차가 0이 되는데 이 경우라면 다득점에서 대한민국이 3득점, 미국이 4득점으로 미국이 더 높아서 조별리그에서 탈락하게 된다.